# 馬隆人
馬隆人（英語：Maroons），又称丛林黑人，是指逃脱奴役或获得解放并自己建立定居地的美洲黑奴的后代，他们后来和当地人混居并形成了克里奥尔文化。